# Амаев, Саид
Саид Амаев (рум. Said Amaev; род. 30 августа 1960, Чечено-Ингушская АССР) — советский тяжелоатлет, бронзовый призёр чемпионата СССР, чемпион СССР в толчке, мастер спорта СССР международного класса (1982), Заслуженный тренер Молдавии. Представлял Белоруссию, спортивный клуб СКА (Кишинёв) и спортивное общество «Урожай». Выступал в полутяжёлой (до 90 кг) и первой тяжёлой (до 100 кг) весовых категориях.

## Биография
В 1982 году на Всесоюзных летних спортивных играх молодёжи в Минске стал серебряным призёром в сумме двоеборья (175+210=385 кг) и выполнил норматив мастера спорта международного класса. В 1984 году в Минске в категории до 90 кг Амаев стал бронзовым призёром чемпионата СССР в сумме двоеборья (180+210=390 кг). В 1985 году на Кубке СССР и чемпионате страны в отдельных упражнениях в Ленинграде стал бронзовым призёром в сумме двоеборья (170+212,5=382,5 кг) и толчке, выиграл Всесоюзные сельские спортивные игры в Баку с результатом 372,5 кг. В 1986 году на Кубке СССР и чемпионате страны в отдельных упражнениях в Липецке в категории до 100 кг Амаев стал чемпионом страны в толчке с результатом 230 кг.
Чеченец. Живёт в городе Бельцы (Молдова). В 2016 году был награждён почётным знаком межпарламентской ассамблеи государств — членов СНГ «За заслуги в развитии физической культуры, спорта и туризма».